# Sekiryo Kaneda
Sekiryo Kaneda (金田積良, Kaneda Sekiryo) of Sekiryo Yamauchi (山内積良, Yamauchi Sekiryo ; 1883 – 1949) was de tweede president van het bedrijf dat nu Nintendo heet van 1929 tot 1949. Hij trouwde met de dochter van Fusajiro Yamauchi, Tei Yamauchi en nam daarmee ook de Yamauchi achternaam over.
Toen Sekiryo Nintendo overnam, was Nintendo al de grootste speelkaartenfabrikant van Japan. In 1949 ging hij met pensioen na een beroerte gehad te hebben en hij stierf kort daarna aan complicaties, zijn kleinzoon Hiroshi Yamauchi nam het bedrijf over. De vader van Hiroshi nam het bedrijf niet over, omdat hij zijn vrouw Kimi Yamauchi en zijn zoon had verlaten.